# BbPress
bbPress — форумний скрипт з відкритим вихідним кодом, поширюваний під GNU GPL. Написаний на PHP, як базу даних використовує MySQL.
Основні переваги bbPress - легка інтеграція в блог Wordpress, швидкість роботи, функціональне і розширюване ядро з додатковими можливостями, забезпечуваними через плагіни, захист від спаму, підтримка RSS, широкі можливості індивідуалізації шаблонів - можна без особливих зусиль налаштувати дизайн форуму під дизайн блогу.
bbPress - форум-платформа розроблена творцями WordPress. Версія BbPress, яку пропонують для встановлення — 2.0.2, версія 2.1 — в розробці.

## Філософія
Розробники bbPress дотримуються такої філософії:
- Open Source, завжди і назавжди
- Менше коду більше якості
- Простота функцій
- Швидкість і безпечність

## Особливості
- Швидкий і легкий
- Простий інтерфейс
- Настроювані шаблони
- Розширюваність за допомогою плагінів
- Захист від спаму
- RSS-канали
- Проста інтеграція в блог WordPress

Для запуску bbPress вимагає PHP 4,3 і вище, MySQL 4.0 або вище.